# ديريك الكسندر
ديريك الكسندر (بالإنجليزية: Derrick Alexander)‏ هو لاعب كرة قدم أمريكية أمريكي، ولد في 13 نوفمبر 1973 في جاكسونفيل في الولايات المتحدة.

## وصلات خارجية
- ديريك الكسندر على موقع مرجع كرة القدم المحترفة.كوم (الإنجليزية)